# تايرون كروز
تايرون كروز (بالإنجليزية: Tyrone Crews)‏ هو لاعب كرة قدم كندية أمريكي، ولد في 17 يونيو 1956 في نيويورك في الولايات المتحدة.